# Svájci labdarúgó-szuperkupa
A Svájci labdarúgó-szuperkupa (németül: Schweizer Fussball-Supercup, franciául: Supercoupe de Suisse de football, olaszul: Supercoppa di Svizzera) egy 1986-ban alapított, a Svájci labdarúgó-szövetség által kiírt kupa volt. Tradicionálisan az új idény első meccsét jelentette, s az előző év bajnoka játszott az előző év kupagyőztesével. A sorozat 1990-ben szűnt meg.
A legsikeresebb csapat a Neuchâtel Xamax gárdája, három győzelemmel.

## Kupadöntők
| Év   | Győztes         | Eredmény                  | Döntős         |
| ---- | --------------- | ------------------------- | -------------- |
| 1986 | BSC Young Boys  | 3 – 1                     | Sion           |
| 1987 | Neuchâtel Xamax | 3 – 0                     | BSC Young Boys |
| 1988 | Neuchâtel Xamax | 2 – 2 (h.u.) 5 – 2 (b.u.) | Grasshoppers   |
| 1989 | Grasshoppers    | 4 – 2                     | Luzern         |
| 1990 | Neuchâtel Xamax | 1 – 1 (h.u.) 4 – 3 (b.u.) | Grasshoppers   |

- h.u. – hosszabbítás után
- b.u. – büntetők után

## Statisztika

### Győzelmek száma klubonként
| Csapat          | Győztes              | Döntős         |
| --------------- | -------------------- | -------------- |
| Neuchâtel Xamax | 3 (1987, 1988, 1990) | –              |
| BSC Young Boys  | 1 (1986)             | 1 (1987)       |
| Grasshoppers    | 1 (1989)             | 2 (1988, 1990) |
| Sion            | –                    | 1 (1986)       |
| Luzern          | –                    | 1 (1989)       |